# راشيل وايت
راشيل وايت (بالإنجليزية: Rachel Wyatt)‏ (1929)؛ كاتِبة، قاصة وروائية كندية.